# Посольство Украины в Румынии
Посольство Украины в Румынии — дипломатическое представительство Украины в Румынии, расположенное в столице Румынии городе Бухаресте.

## Задачи посольства
Основная задача Посольства Украины в Румынии представлять интересы Украины, способствовать развитию межгосударственных политических, экономических, культурных, научных и других связей, а также защищает права и интересы граждан и юридических лиц Украины, которые находятся на территории Румынии.
Посольство способствует развитию добрососедских отношений между Украиной и Румынией на всех уровнях, с целью обеспечения гармоничного развития взаимных отношений, а также сотрудничества по вопросам, представляющим взаимный интерес. Посольство выполняет также консульские функции.

## История дипломатических отношений
История дипломатических отношений между Украиной и Румынией начинается в 1918 году, когда после признания УНР большинством стран, подписавшими Брестский мирный договор, Украинская Центральная Рада направила первых послов за границу. В январе 1918 года с информативной миссией в королевство Румыния был послан — Артем Васильевич Галип, позже представителями украинских правительств в Королевстве Румыния были: Николай Галаган, Владислав Дашкевич-Горбацкий и Константин Мациевич (1919—1923).
В марте 1918 года Совет Народных Министров УНР рассматривала вопрос об отправке в Королевство Румыния мирной делегации во главе с Александром Севрюком, но этого так и не произошло. В апреле 1918 года была создана дипломатическая миссия УНР в Румынии в составе Николая Галагана (глава миссии), Олексы Клора и Артёма Галипа.
В октябре 1918 года дипломатическое представительство украинского государства в Королевстве Румыния возглавил генерал-майор Владислав Дашкевич-Горбацкий. Сотрудниками миссии были юрист-международник Михаил Догель, полковник Павел Невадовський, значковые Владислав Маевский, Сергей Де-Витт, исполняющими обязанности генерального консула в Бухаресте — Корнелий Чоботаренко, вице-консула в Галаце — сотник Спиридон Белецкий. В Яссах переговоры с представителями стран Антанты вел Иван Коростовец.
В декабре 1918 года произошли изменения и в дипломатическом корпусе Украины в Королевства Румыния. В январе 1919 года в Бухарест прибыла чрезвычайная дипломатическая миссия УНР во главе с Юрием Гасенко. В ее состав входили советник Виктор Песнячевский, секретарь Владимир Онацевич, Володислав Медзянковский (Мидзяновский), атташе Юрий Билец, чиновники Александр Кравец, Петр Коломак и Танченко, машинистка Пархоменко. В мае 1919 года из-за демарша миссии, в знак протеста против участия Королевства Румыния в боевых действиях на территории ЗУНР, почти все члены миссии вынуждены были покинуть страну.
В июне 1919 года Чрезвычайную дипломатическую миссию возглавил профессор Константин Мациевич. На то время в миссии входили советник Иван Фещенко-Чоповский, секретари Лев Геркен, Михаил Любимский, Федор Буткевич, атташе Павел Мамчур, чиновники Александр Кравец, Петр Коломак, Лев Чоповский, заведующий прессового бюро Денис Майер-Михальский? а также вольнонаемные служащие — генерал-майор Виктор Зелинский, водитель Казимир Рафалович, механик Адам Червинский, вестовой Илько Убович. В феврале 1920 года из реорганизованной Военной миссии УНР при Чрезвычайные дипломатические миссии была создана военная секция в составе генерал-поручика Сергея Дельвига, советника — полковника Демида Антончука, секретаря — хорунжих Василия Трепку и Александра Трепку, сотников Николая Данькива, Александра Долинюка, Михальского, Якова Чайковского. К миссии принадлежал и контр-адмирал Михаил Остроградский, который в апреле 1920 года был назначен ещё и уполномоченным Правительства УНР по делам военного и торгового мореплавания юга Украины. Представителем Чрезвычайной дипломатической миссии в Черновцах был сначала доктор права Михаил Догомиля, затем — подполковник Евгений Луговой, секретарем — Леонтий Ивасюк, консулом в Кишинёве — профессор Иван Ганицкий, полковник Иван Минзаренко, Михаил Шереметевский-Шереметев, в Яссах — Корнелий Чеботаренко. К середине 1920-х гг. В Королевстве Румыния осталось лишь несколько сотрудников чрезвычайной дипломатической миссии в Королевстве Румыния, которые принимали активное участие в общественной жизни украинской эмиграции.
В марте—апреле 1919 года в Бухаресте находилась специальная дипломатическая миссия ЗУНР в составе доктора наук Степана Витвицкого, профессора Григория Тимощука, эксперта — профессора Сидора Цуркановича и переводчика Александра Кульчицкого. Миссия вела переговоры с министром иностранных дел Королевства Румыния Ионелом Брэтиану и руководителем французской военной миссии в Королевстве Румыния генералом Анри Бертело относительно Буковины, ликвидации угрозы оккупации Королевством Румыния Восточной Галиции и совместных действий против большевиков.
Румыния признала государственную независимость Украины 8 января 1992 года. Дипломатические отношения были установлены 1 февраля 1992 года. 24 сентября 1992 года было основано Посольство Украины в Румынии. В сентябре 2001 года было открыто Генеральное консульство Украины в Сучавах.

## Руководители дипломатической миссии
- Галип Артём Васильевич (1918)
- Севрюк, Александр Александрович (1918)
- Галаган, Николай Михайлович (1918)
- Дашкевич-Горбацкий, Владислав Владиславович (1918)
- Гасенко Юрий (1919) временный поверенный
- Мациевич, Константин Андрианович (1919—1923)
- Сандуляк, Леонтий Иванович (13 июля 1992[5]—16 марта 1995[6])
- Чалый, Александр Александрович (12 мая 1995[7]—4 июля 1998[8])
- Харченко, Игорь Юрьевич (5 октября 1998[9]—9 ноября 2000[10])
- Бутейко, Антон Денисович (28 декабря 2000[11]—10 октября 2003[12])
- Бауер, Теофил Иосифович (11 февраля 2004[13]—30 сентября 2005[14])
- Рендюк Теофил Георгиевич (2005—2006) временный поверенный
- Малько, Юрий Феодосиевич (19 декабря 2005[15]—14 апреля 2008[16])
- Рендюк Теофил Георгиевич (2008) временный поверенный
- Кулик, Маркиян Зиновьевич (14 апреля 2008[17]—1 сентября 2011[18])
- Котик Виорел Дмитриевич (2011—2012) временный поверенный
- Бауер, Теофил Иосифович (13 апреля 2012[19]—11 марта 2016[20])
- Рендюк Теофил Георгиевич (2016) временный поверенный
- Левицкий Евгений Викторович (2016—2017) временный поверенный
- Баньков, Александр Сергеевич (4 апреля 2017[21]—15 июля 2020[22])
- Роговей, Паун Аурелович (2020) временный поверенный
- Прокопчук, Игорь Васильевич (с 4 мая 2022[23])

## Генеральные консулы Украины в Сучавах (2001—2014)
- Боечко Василий Дмитриевич (2001—2005)
- Никшич Сергей Аркадьевич (2005—2009)
- Боечко Василий Дмитриевич (2009—2014)

## Генеральные консулы Украины в Румынии (1918—1919)
- Генеральный консул в Яссах — Корнелий Чоботаренко (1918)
- Генеральный консул в Яссах — Павло Невадовський (1918)
- Генеральный консул в Ботошанах — Спиридон Билецький (1918)